# Route 640 (Nouveau-Brunswick)
Pour les articles homonymes, voir Route 640.
La route 640 est une route locale du Nouveau-Brunswick située dans le centre-sud de la province, juste au sud-ouest de Fredericton. Elle traverse une région plutôt boisée et montagneuse, entre Acton et Fredericton. De plus, elle mesure 36 kilomètres, et est pavée sur toute sa longueur.

## Tracé
La 640 débute à Acton, sur la route 3, 4 kilomètres à l'est d'Harvey, et 15 kilomètres au sud de la sortie 258 de la route 2. Elle commence par se diriger vers l'est pendant 3 kilomètres, ou elle bifurque vers le nord-nord-est à Hurley Corner en croisant la route 645, et ce, pour le reste de son parcours.
Elle traverse ensuite une région plus ou moins isolée, en ne traversant que la petite ville d'Hanwell, jusqu'à la hauteur de la route 2, où elle la croise à la sortie 281 de cette dernière. 3 kilomètres plus loin, elle croise la route 8, puis elle traverse l'ouest de la ville de Fredericton en étant nommée chemin Hanwell. Elle se termine sur la route 102, le chemin Woodstock, environ 3 kilomètres à l'ouest du centre-ville de la capitale provinciale, Fredericton. 

## Intersections principales
| route 640       |               |     |                                                                             |                          |
| Comté           | Location      | km  | Intersection/Destinations                                                   | Notes                    |
| Comté d'York    | Acton         | 0   | R-3, vers R-2 et R-102, Harvey, Saint-Stephen, Mactaquac                    | extrémité sud de la 640  |
| Comté d'York    | Hurley Corner | 3   | R-645 est, Cork, Tracy                                                      |                          |
| Comté d'York    | Hanwell       | 22  | Chemin Mazerolle Settlement ouest, Kingsclear, vers sortie 271 de la R-2    |                          |
| Comté d'York    | Fredericton   | ~29 | R-2, Edmundston, Moncton                                                    | sortie 281 de la 2       |
| Comté d'York    | Fredericton   | 33  | R-8, vers R-2 ouest, Edmundston, Fredericton centre, Pont Princess Margaret | sortie 3 de la 8         |
| Comté d'York    | Fredericton   | 36  | R-102 (chemin Woodstock), Fredericton centre-ville, Garden Creek            | extrémité nord de la 640 |
| Bleu: Échangeur |               |     |                                                                             |                          |